# Nicolas de Nicolay
Nicolas de Nicolay (* 1517 in La Grave; † 25. Juni 1583 in Paris) war ein französischer Geograph und Reiseschriftsteller.

## Leben und Werk
Nicolas de Nicolay, Herr von Arfeuille und Belair, wurde in La Grave in den französischen Alpen geboren. 1542 verließ er die Dauphiné und reiste im Auftrag des Königs kartographierend nach Holland, Skandinavien und Schottland. 1550 begleitete er Gabriel de Luetz in das Osmanische Reich. Sein Reisebericht wurde 1568 unter dem Titel Navigations et pérégrinations orientales veröffentlicht und in das Italienische, Englische, Niederländische und Deutsche übersetzt. Später beschrieb er noch die Provinzen Berry, Bourbonnais und Lyonnais.

## Werke (Auswahl)

### Alte Ausgaben
- Les quatres premiers livres des Navigations et pérégrinations orientales (1567)
- Les navigations, pérégrinations et voyages, faicts en la Turquie. Antwerpen 1576.
  - (italienisch) Le Navigationi et viaggi nella Turchia di Nicolo de Nicolai,... signor d’Arfevilla,... nuovamente tradotto di francese in volgare da Francesco Flori da Lilla. G. Silvio, Antwerpen 1576.
  - (niederländisch) De Schipvaërt ende reysen gedaen int landt van Turckyen deur N. de Nicolay,... heere van Arfeuille. W. Silvius, Antwerpen 1576.
  - (deutsch) Der Erst Theyl. Von der Schiffart vnd Rayß In die Türckey vnnd gegen Oriennt. Mit schönen Figuren Wie beede Man vnnd Weib irer Landtsart nach bekleydet seyen Aus der Frantzösischen Sprach in die Teutsche gebracht. Dietrich Gerlatz, Nürnberg 1572.
  - (deutsch) Vier Bücher Von de Raisz und Schiffart in die Turckey  neben Anzeigung etl. namhaftiger Geschichten bey unsern Zeiten geschehen. Beschrieben, durch N. Nicolai. Silvius, Antorff (= Antwerpen) 1576.
  - (deutsch) Vier Bucher Von de Raisz vnd  Schiffart in die Turckey. Mit ein vnnd sextzich Man vnnd Weibliche Figuren, nach dem leben abgesetzt, nach verenderung vnd gestalt der Lender, vnd gebrauch der selber, mit beschreibung jres art vnd leb…beschrieben durch Hern N. Nicolai, Bürtig auß dem Delphinat, Kammerling vnd Geograff Ko. M[ajestä]t inn Franckreich. o. O., 1577.

### Moderne Ausgabe
- Dans l’empire de Soliman le Magnifique. Hrsg. Marie-Christine Gomez-Géraud und Stéphane Yérasimos. Presses du CNRS, Paris 1989.